# Gossos jugant al pòquer
Gossos jugant al pòquer és una sèrie de pintures realitzades per Cassius Marcellus Coolidge. En total 16 obres que mostren a gossos amb actituds humanes, de les quals nou les mostraven jugant al pòquer. En les altres es mostrava als gossos fumant cigar, ballant, jugant al beisbol i declarant en la cort.

## Les seves obres més cares
El 15 de febrer de 2005, les pintures A Bold Bluff i Waterloo van ser venudes en $504,400 dòlars, superant un rècord en les vendes de Coolidge.

## Llista completa de les obres
- A Bachelor's Dog
- A Bold Bluff (originalment anomenat Judge St. Bernard Stands Pat on Nothing)[2]
- Breach of Promise Suit
- A Friend in Need (1903)
- His Station and Four Aces (1903)
- New Year's Eve in Dogville
- One to Tie Two to Win
- Pinched with Four Aces
- Poker Sympathy
- Post Mortem
- The Reunion
- Riding the Goat
- Sitting up with a Sick Friend (1905)
- Stranger in Camp
- Ten Miles to a Garage
- A Waterloo (1906) (originalment anomenat Judge St. Bernard Wins on a Bluff)[2]